# Cywilizacja
Cywilizacja – poziom rozwoju społeczeństwa w danym okresie historycznym, który charakteryzuje się określonym poziomem kultury materialnej, stopniem opanowania środowiska naturalnego i nagromadzeniem instytucji społecznych. Stanowi ona najwyższy poziom organizacji społeczeństw, z którymi jednostki identyfikują się. W skład cywilizacji wchodzą mniejsze jednostki, np.: narody, wspólnoty pierwotne czy inne zbiorowości.
Za przejawy cywilizacji uznaje się:
- zorganizowane życie miejskie
- monumentalne obiekty sakralne
- pismo
- rozwinięty handel
- pewien rodzaj organizacji zajmowanego terytorium.

Definicja samej cywilizacji, czy też określenie liczby cywilizacji, które istniały, bądź istnieją obecnie na Ziemi, jest sporna i różni się pomiędzy autorami.
Cywilizacja to trzeci i ostatni etap rozwoju ludzkości według Lewisa Morgana.
W propagandzie i publicystyce istnieją też takie pojęcia jak:
- cywilizacja życia
- cywilizacja śmierci
- cywilizacja medialna.

## Teorie cywilizacji

### Feliks Koneczny
Według Feliksa Konecznego cywilizacja jest to „metoda ustroju życia zbiorowego”. Nie łączy on jej zatem z poziomem rozwoju, ale z zasadami określającymi całokształt współżycia społecznego i pojęciami abstrakcyjnymi, do jakich odwołuje się społeczność, uzasadniając te zasady. W obrębie tak określonych cywilizacji mogą powstawać różne kultury, będące odmianami cywilizacji. Podobnie jak później Samuel P. Huntington uważa on, że naturalnym stanem między cywilizacjami jest walka lub rywalizacja, jednak jej przyczyny widzi nie tylko w różnicach religijnych, ale w innym podejściu do wszystkich dziedzin życia. Koneczny wyróżnia 22 cywilizacje historyczne; współcześnie (czyli w pierwszej połowie XX wieku, bo wtedy Koneczny pisał swoje dzieła) istnieje według niego siedem z nich:
- cywilizacja bramińska
- cywilizacja żydowska
- cywilizacja chińska
- cywilizacja turańska
- cywilizacja bizantyńska
- cywilizacja łacińska (odpowiednik cywilizacji zachodniej)[3],
- cywilizacja arabska.

### Samuel Huntington
zachodnią
     prawosławną
     latyno-amerykańską
     islamską
     afrykańską
     hinduistyczną
     buddyjską
     chińską
     japońską

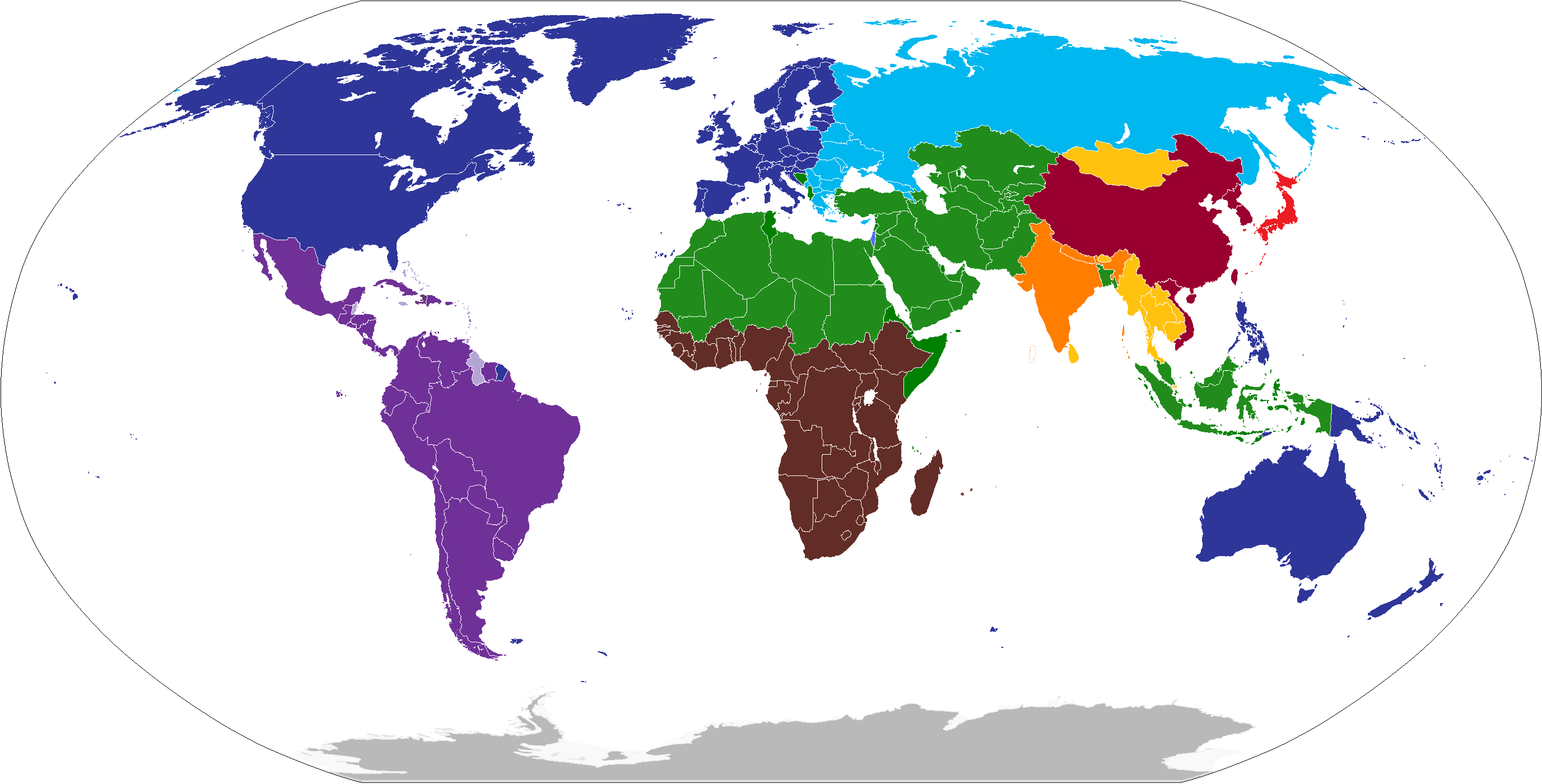
Mapa cywilizacji, oparta na publikacji Samuela Huntingtona „Zderzenie cywilizacji”. Poszczególne kolory oznaczają cywilizacje:
zachodnią
prawosławną
latyno-amerykańską
islamską
afrykańską
hinduistyczną
buddyjską
chińską
japońską
Pozostałe kolory (np. jasnozielony, żółty i turkusowy) wskazują na obszary kultur z defektami, w których mogą nastąpić zderzenia cywilizacji (byłe kolonie brytyjskie, Turcja, Izrael, Etiopia, Haiti). Uwaga: Siedmiogród, Zachodnia Ukraina, północna Serbia i inne obszary według opracowania Huntingtona należą do cywilizacji zachodniej

W ujęciu Samuela Huntingtona wyróżnić możemy współcześnie dziewięć cywilizacji:
- cywilizacja zachodnia
- cywilizacja latynoamerykańska
- cywilizacja prawosławna lub bizantyjska
- cywilizacja afrykańska
- cywilizacja islamska
- cywilizacja hinduistyczna
- cywilizacja buddyjska
- cywilizacja chińska
- cywilizacja japońska.

Różnice kulturowe między nimi, wynikające głównie z odmiennych religii, powodują ciągłe konflikty w miejscu, w którym się ze sobą stykają.

## Cywilizacje pozaziemskie
Niektórzy naukowcy prowadzą także rozważania nad cywilizacjami w szerszej niż ziemska skali. Rosyjski naukowiec Nikołaj Kardaszow zaproponował podział cywilizacji według stopnia ich zaawansowania technologicznego (skala Kardaszowa).
Niemiecki astrofizyk i radioastronom Sebastian von Hoerner sugerował (w 1961), że średni czas trwania cywilizacji wynosi 6500 lat. Po tym czasie zanika ona według niego z przyczyn zewnętrznych (zagłada życia na planecie, zagłada jedynie istot rozumnych) lub wewnętrznych (degeneracja psychiczna lub fizyczna). Według niego na nadającej się do zamieszkania planecie (jedna na 3 miliony gwiazd) występuje następstwo gatunków technologicznych w dystansie czasowym rzędu setek milionów lat, a każda z nich „produkuje” średnio 4 gatunki technologiczne. Przy takich założeniach średnia odległość między cywilizacjami w naszej Galaktyce wynosi 1000 lat świetlnych.
Badania nad równaniem Drake’a prowadzone w 2010 roku przez włoskiego astronoma Claudio Maccone wskazują na prawdopodobne istnienie w Drodze Mlecznej 4590 cywilizacji, a przeciętna odległość między nimi ma wynosić 2670 lat świetlnych.